# 오사와 도모야 (1984년)
오사와 도모야(일본어: 大沢 朋也, 1984년 10월 22일 ~ )는 일본의 전 축구 선수이다.

## 구단 경력
그는 2003년부터 2017년까지 J리그의 오미야 아르디자, 카마타마레 사누키에서 활동하였다.

## 국가대표팀 경력
그는 2001년 FIFA U-17 세계 축구 선수권 대회에 참가할 일본 U-17 국가대표팀에 발탁되었으며, 1경기에 출전했다.